# Maurice Béjart
Maurice Béjart (Maurice Jean Berger, n. 1 ianuarie 1927, Marsillia, Franța — d. 22 noiembrie 2007), a fost un dansator, coregraf și regizor de operă francez, cunoscut pentru combinarea baletului clasic și a dansului modern cu jazz-ul, acrobația și muzica concrète (muzică electronică bazată pe sunete naturale).

## Viața
Maurice Bejart s-a născut la 1 ianuarie 1927, în Marsilia. 
Când era copil asistă la un recital de balet compus de coregraful Serge Lifar, și se decide să se dedice în întregime dansului. 
Bejart și-a făcut cea mai mare parte a studiilor de dansator alături de dansatori precum Egorova, de Rousanne și de Leo Staats.
După studii de dans clasic la Londra și Paris, Béjart a făcut turnee cu Ballets de Paris, Roland Petit (1947–1949), Baletul Internațional (1949–1950) și Baletul Regal Suedez (1951–1952).
Prima sa coregrafie a fost în 1952, pentru filmul suedez „The Firebird", în care a dansat și rolul principal.
Coregraful s-a lansat cu adevărat pe muzica lui Chopin, sub îndrumarea lui Jean Laurent. 
A debutat la Paris, unde, în 1954, a înființat Ballets de l’Etoile, care a devenit în 1957 Ballet Théâtre de Maurice Béjart, pentru care a coregrafiat spectacolul “Symphonie pour un homme seul”, fiind primit cu mult entuziasm de presă și public.
Remarcat de directorul Theatre Royal de la Monnaie din Bruxelles, Maurice Huisman, Bejart a realizat spectacol „Sacre du Printemps” (1959).
În 1960, devine directorul baletului Théâtre Royal de la Monnaie, apoi a înfiintat "Ballet du XXe Siecle", cu care a cutreierat întreaga lume, care a devenit una dintre cele mai importante companii de dans din lume.
In 1961 a pus in scena celebrul Bolero al lui Maurice Ravel, împreună cu Jorge Donn, apoi „Messe pour le temps present” (1967) și „L’Oiseau de feu” (1970).

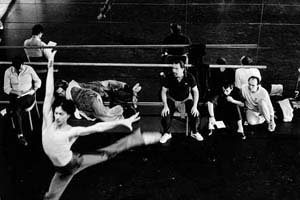
1988

Regizor de teatru (Regina verde, Casta Diva, Cinq No modernes, A-6-Roc), de opera (Salome, Traviata si Don Giovanni), realizator de filme (Bhakti, Paradoxe sur le comedien...), Maurice Bejart a publicat și o serie de cărți (roman, amintiri, jurnal intim, piesă de teatru).
Printre realizările sale coregrafice de mare valoare, se numără: „Bolero” (1961); „Simfonia a-IX-a” de Beethoven (1964); „Romeo și Julieta” (1966);  „Messe pour le temps present  (1967); „Fire Bird” (1970); „Malraux” (1986).
În 1987, trupa s-a mutat la Lausanne și a fost redenumită Béjart Ballet Lausanne. Producțiile lui Béjart au fost remarcabile pentru teatralitatea lor flamândă și reeditarea inovatoare a muzicii și a materialelor de dans tradiționale, adesea într-un mod neobișnuit și controversat pentru publicul larg.

## Distinții
Maurice Bejart a primit numeroase distincții:
-  a fost ales în 1994 membru al Academiei des Beaux-Arts al Franței, 
- a primit de la Papa Ioan Paul al II-lea, în 1995, distincția Together for Peace Foundation, 
- orașul Lausanne i-a conferit Premiul Grand Siecle,
- a primit „Ordinul Soarelui Răsare” de la împăratul japonez Hirohito (1986), 
- a fost numit „Mare Ofițer al Ordinului Coroanei” (1988), de către regele belgian Baudouin,

## Cărți și publicații
Bejart by Bejart - Maurice Béjart - 1979